# Culicoides photophilus
Culicoides photophilus är en tvåvingeart som beskrevs av Jean-Jacques Kieffer 1911. Culicoides photophilus ingår i släktet Culicoides och familjen svidknott.
Artens utbredningsområde är Tyskland. Inga underarter finns listade i Catalogue of Life.